# Gowrow
Gowrow是一种美国阿肯色州民间传说中的神秘动物，这个名称来自它的声音，其通常被描述为20英尺长，长有象牙的蜥蜴。Gowrow最初的书面记录来自《Arkansas Gazette》1897年1月31日的报道，编辑Elbert Smithee在文章中讲述小石城旅行商人威廉·米勒（William Miller）在阿肯色州瑟西县小牛溪镇组织团队追踪怪物Gowrow的故事。一个未经证实的传闻威廉·米勒成功猎杀一只Gowrow并将尸体送往史密森学会，但后者表示从未接收到所谓的怪物尸体。
民间传说收藏家万斯·伦道夫（Vance Randolph）认为Gowrow在19世纪80年代就已被报道，而且它是一个物种而非个体。伦道夫还称在1935年之前的某段时间布恩县一处名为魔鬼洞（Devil's Hole）的洞穴中发现了Gowrow。除此外还有利用怪物传说进行诈骗的行为，即宣称捕获Gowrow活体但需缴纳25美分费用入场观察，之后表示怪物已经逃脱，引发民众恐慌并趁机卷款离开。
研究者对于Gowrow持以不同态度，有理论认为这是一只巨蜥或鳄鱼，而另一观点则认为Gowrow是报纸为促进销量而“制造”的怪物，亦或者是民间传说常见的夸张故事；也有人认为该动物可能是类似于猪鳄属的孓遗物种。